# Аариак, Ева
Ева Куаманик Аариак (англ. Eva Qamaniq Aariak, инуктитут ᐄᕙ ᐋᕆᐊᒃ; род. 10 января 1955, Баффинова Земля, Нунавут) — канадский политик, избрана на нунавутских всеобщих выборах 2008 года представлять избирательный округ Восточный Икалуит в Законодательном собрании Нунавута. Тогда же тайным голосованием выбрана вторым вторым премьер-министром Нунавута. Аариак стала пятой женщиной-премьером в Канаде.

## Карьера
До своего избрания в Законодательное собрание, Аариак была комиссаром по языкам в Нунавуте. На этой должности она проработала с 1999 по 2004 год. После работала преподавателем инуктитута в языковом центе Икалуита, параллельно управляя магазином, специализирующемся на предметах национального инуитского искусства и ремесла. В декабре 2007 года она была снова приглашена на должность комиссара по языкам вместо Джонни Кусугака, предыдущего комиссара, отправленного в отставку.

### Политическая карьера
Аариак была единственной женщиной, выбранной в Законодательное собрание в 2008 году. Расстроенная этим фактом, она стала продвигать программы по модернизации программы предоставления дошкольных услуг для того, чтобы у женщин было больше времени участвовать в политических процессах, а также она предложила сократить количество избирательных округов в Нунавуте вдвое, но при этом выбирать от каждого округа в Законодательное собрание одного мужчину и одну женщину.
14 ноября 2008 года Аариак избрана премьер-министром Нунавута вместо Пола Окалика. Она стала пятой женщиной после Риты Джонстон, Нелли Корнойа, Катрин Колбек и Пат Данкан, занявшей этот пост в провинциях и территориях Канады, и шестой, включая Премьер-министра Канады Ким Кэмпбелл.
5 сентября 2013 года Аариак заявила, что собирается участвовать в выборах 2013 года от округа Икалит-Тасилук, однако при этом её не интересует пост премьер-министра территории. В итоге Аариак не была переизбрана в Заксобрание, проиграв место Джорджу Хиксу.